# 沖縄県立那覇西高等学校
沖縄県立那覇西高等学校（おきなわけんりつ なはにしこうとうがっこう）は、沖縄県那覇市金城にある公立高等学校。

## 概要
沖縄県内の高校の中では比較的新しい高校である。全日制で学科は、普通科、国際人文科、体育科を設置。国際人に要求される「英語」+α（具体的には受験直結ではない実務型・教養型・語学型）の英語関連学科として、全国の高校として初めて「国際人文科」を設置した。
さらに県内公立高校としては初めて体育に関する専門学科を設置。全国高等学校総合体育大会県内予選、いわゆる県高校総体では2005年度まで男女総合優勝12連覇した。

## 沿革
- 1986年11月1日 - 創立。

## 部活動
| - 体育系 - 陸上競技部 - 駅伝部 - バスケットボール部 - バレーボール部 - バドミントン部 - ハンドボール部 - 硬式テニス部 - サッカー部 - 柔道部 - 水泳部 - 空手道部 - 野球部 - 弓道部 - ソフトテニス部 - 剣道部 - ダンス部 - 水球部 - 卓球部 | - 文化系 - 放送部 - 美術部 - 吹奏楽部 - ボランティア部 - 文芸部 - 英語部 - 書道部 - 文化系窓口 - 軽音部 | - 同好会 - 家庭科 - 科学 - 茶道 - 演劇 - 囲碁 - ボクシング - 合唱 - ゴルフ |

## 主な出身者

### スポーツ
- 喜名哲裕 - サッカー選手（元名古屋グランパス）、元FC琉球監督
- 仲里航 - サッカー選手（元ヴィッセル神戸）
- 徳元悠平 - サッカー選手（FC東京）
- 上原牧人 - サッカー選手（FC琉球）
- 銘苅淳 - ハンドボール選手（男子日本代表）
- 池原綾香 - ハンドボール選手（女子日本代表）
- 七戸龍 - 柔道家（九州電力）
- 知念雄 - ラグビー選手（東芝ブレイブルーパス）
- 津波響樹 - 陸上競技選手

### その他
- 與那城奨 - アイドル、JO1
- 羽地政義 - 長崎文化放送 (NCC) アナウンサー